# Wereldkampioenschap voetbal 2006 (Groep A) Ecuador - Costa Rica
Deze pagina is een subpagina van het artikel Wereldkampioenschap voetbal 2006. Hierin wordt de wedstrijd in de groepsfase in groep A tussen Ecuador en Costa Rica gespeeld op 15 juni 2006 nader uitgelicht.

## Nieuws voorafgaand aan de wedstrijd
- 9 juni - De Costa Ricaanse verdediger Gilberto Martínez moet tijdens de openingswedstrijd tegen Duitsland in de 66e minuut worden vervangen wegens een knieblessure. De komende wedstrijden zal Costa Rica het zonder hem moeten stellen.

## Wedstrijdgegevens
| Datum                | 15 juni 2006                          | 15 juni 2006                          |
| Stadion              | AOL Arena, Hamburg                    | AOL Arena, Hamburg                    |
| Toeschouwers         | 50.000                                | 50.000                                |
| Scheidsrechter       | Coffi Codjia                          | Coffi Codjia                          |
| Assistenten          | Celestin Ntagungira Aboudou Aderodjou | Celestin Ntagungira Aboudou Aderodjou |
| Vierde man           | Mohamed Guezzaz                       | Mohamed Guezzaz                       |
| Man van de wedstrijd | Agustín Delgado                       | Agustín Delgado                       |
|                      | Ecuador                               | Costa Rica                            |
| Doelpunten           | 3                                     | 0                                     |
| Gele kaarten         | 2                                     | 3                                     |
| Rode kaarten         | 0                                     | 0                                     |
| Wissels              | 3                                     | 3                                     |
| Schoten              | 14                                    | 12                                    |
| Overtredingen        | 18                                    | 22                                    |
| Hoekschoppen         | 3                                     | 4                                     |
| Buitenspel           | 3                                     | 2                                     |
| Strafschoppen        | 0                                     | 0                                     |
| Balbezit (tijd)      | 30'00"                                | 29'00"                                |
| Balbezit (%)         | 51%                                   | 49%                                   |

| Ecuador | 3 – 0           | Costa Rica |
| Carlos Tenorio 8' Agustín Delgado 54' Ivan Kaviedes 90+2' | goals (assists) | |
| Luis Fernando Suárez | bondscoach      | Alexandre Guimarães |
| Cristian Mora Iván Hurtado Ulises de la Cruz Edison Mendez Agustín Delgado Segundo Castillo Luis Valencia 73' Giovanny Espinoza 69' Neicer Reasco Edwin Tenorio Carlos Tenorio 46' | opstellingen    | José Porras Luis Marin Michael Umaña 29' Danny Fonseca Mauricio Solis Paulo Wanchope 84' Walter Centeno Rónald Gómez 56' Leonardo Gonzalez Harold Wallace Douglas Sequeira |
| Iván Kaviedes 46' Jorge Guagua 69' Patricio Urrutia 73' | wissels         | 29' Álvaro Saborío 56' Carlos Hernández 84' Kurt Bernard |
| Segundo Castillo 44' Ulises de la Cruz 54' Cristian Mora 60' | gele kaarten    | 10' Luis Marin 28' Mauricio Solis |
| | rode kaarten    | |

## Overzicht van wedstrijden
| Groepswedstrijden | | | |
| Groep A | Groep B | Groep C | Groep D |
| Duitsland - Costa Rica Polen - Ecuador Duitsland - Polen Ecuador - Costa Rica Ecuador - Duitsland Costa Rica - Polen             | Engeland - Paraguay Trinidad en Tobago - Zweden Engeland - Trinidad en Tobago Zweden - Paraguay Zweden - Engeland Paraguay - Trinidad en Tobago | Argentinië - Ivoorkust Servië en Montenegro - Nederland Argentinië - Servië en Montenegro Nederland - Ivoorkust Nederland - Argentinië Ivoorkust - Servië en Montenegro | Mexico - Iran Angola - Portugal Mexico - Angola Portugal - Iran Portugal - Mexico Iran - Angola                               |
| Groep E | Groep F | Groep G | Groep H |
| Italië - Ghana Verenigde Staten - Tsjechië Italië - Verenigde Staten Tsjechië - Ghana Tsjechië - Italië Ghana - Verenigde Staten | Australië - Japan Brazilië - Kroatië Brazilië - Australië Japan - Kroatië Japan - Brazilië Kroatië - Australië                                  | Frankrijk - Zwitserland Zuid-Korea - Togo Frankrijk - Zuid-Korea Togo - Zwitserland Togo - Frankrijk Zwitserland - Zuid-Korea                                           | Spanje - Oekraïne Tunesië - Saoedi-Arabië Spanje - Tunesië Saoedi-Arabië - Oekraïne Saoedi-Arabië - Spanje Oekraïne - Tunesië |
| Achtste finales | | | |
| Duitsland - Zweden Argentinië - Mexico                                                                                           | Italië - Australië Zwitserland - Oekraïne | Engeland - Ecuador Portugal - Nederland | Brazilië - Ghana Spanje - Frankrijk                                                                                           |
| Kwartfinales | | | |
| Duitsland - Argentinië | Italië - Oekraïne | Engeland - Portugal | Brazilië - Frankrijk |
| Halve finales | | | |
| Duitsland - Italië | Duitsland - Italië | Portugal - Frankrijk | Portugal - Frankrijk |
| Troostfinale | | | |
| Duitsland - Portugal | | | |
| Finale | | | |
| Italië - Frankrijk | | | |